# Daniel Cederberg
Thure Daniel Cederberg (ur. 10 marca 1908 w Malmö, zm. 3 lipca 1969 w Lund) – szwedzki duchowny luterański, aktywista światowego ruchu ekumenicznego, działacz charytatywny, przyjaciel Polski.

## Życiorys
Był synem Andersa Cederberga, mistrza budowlanego i Anny z d. Wallén. W latach 1926–1932 studiował teologię na Uniwersytecie w Lund. Od 1931 pełnił obowiązki wikariusza duszpasterstwa marynarzy szwedzkich w Wolnym Mieście Gdańsku. 29 maja 1932 został ordynowany na duchownego ewangelickiego Kościoła Szwecji w katedrze w Uppsali. 20 września 1932 otrzymał nominację na duszpasterza marynarzy szwedzkich w Gdyni. W latach 1935–1936 kierował budową Domu Marynarza Szwedzkiego, w którym od 1937 odbywały się też nabożeństwa polskiego zboru ewangelicko-augsburskiego. Przyjaźnił się z jego proboszczem, ks. Jerzym Kahané. Znał język polski i pisał artykuły o Polsce do prasy szwedzkiej. Za swą działalność otrzymał od rządu polskiego Złoty Krzyż Zasługi.
W 1937 został powołany w skład szwedzkiego oddziału Światowego Konwentu Luterańskiego. Gdynię opuścił 29 stycznia 1939 i powrócił do ojczyzny, obejmując obowiązki proboszcza w Uppåkra koło Lund, a od 1 maja 1944 pracował w zborze Brägarp w Staffanstorp.
W 1943 jako delegat Kościoła Szwecji asystował za zezwoleniem władz okupacyjnych przy otwarciu masowych mogił ofiar represji stalinowskich w Winnicy na Podolu, w drodze powrotnej potajemnie zapoznał się z sytuacją po stłumieniu powstania w Getcie Warszawskim i z warunkami panującymi pod okupacją w Gdyni. Podczas wojny i po jej zakończeniu jego dom był szeroko otwarty dla uchodźców z Europy Wschodniej. Od 11 listopada 1945 przez krótki czas ponownie pełnił obowiązki duszpasterza szwedzkiego w Gdyni. W latach 1947–1958 był członkiem zarządu Lutherhjälpen, szwedzkiej sekcji ŚFL. Wraz z ewangelikami z Danii, USA i Szwajcarii w latach 1946-1948 kierował komitetem Masurienhjälpen, niosącym pomoc materialną Polsce, szczególnie na obszarze Mazur. W latach 50. odwiedzał Polskę jako delegat Kościoła Szwecji, ŚFL i Światowej Rady Kościołów. W 1959 uczestniczył w jubileuszu 250-lecia kościoła Jezusowego w Cieszynie, gdzie na pamiątkę króla Karola XII, dzięki któremu świątynia mogła powstać, przekazał szwedzką szablę oficerską. W 1948 został redaktorem naczelnym kwartalnika „Lutherhjälpen"”. Od 1951  r. należał do kierownictwa komitetu HÅF, niosącego pomoc starszym uchodźcom w Szwecji, w latach 1952-1957 stał na czele komisji ŚFL do spraw Ameryki Łacińskiej. Prowadził działalność charytatywną na terenie Niemiec, co upamiętnia nazwa ośrodka szkoleniowego dla niepełnosprawnych w Marburgu. Działalność tę cały czas łączył z pracą duszpasterską w macierzystej parafii. W latach 1961–1962 był duszpasterzem marynarzy i wicekonsulem szwedzkim w Szczecinie. Podczas wytoczonego w 1968 przez władze PRL w Szczecinie procesu sądowego przeciw współpracownikom Kirchendienst Ost zaocznie wysunięto przeciw niemu sfingowane zarzuty szpiegostwa i prowadzenia nielegalnej działalności charytatywnej, co przyczyniło się do pogorszenia stanu zdrowia i przyspieszyło zgon.
Jego małżonką była Stina Margareta Toft (zm. 2003), z którą mieli sześcioro dzieci.